# Agnatha
Gli Agnati (Agnatha Cope, 1889) rappresentano un gruppo di Vertebrati acquatici privi di mandibole e mascelle; ad oggi il valore sistematico di tale raggruppamento è caduto in quanto, se la presenza di un'arcata orale incernierata è considerata una sinapomorfia ed è quindi indice di un gruppo tassonomico (l'infraphylum Gnathostomata), così non si può dire della sua assenza: gli agnati rappresentano più una controparte parafiletica dei vertebrati gnatostomi piuttosto che un taxon.
I resti fossili più datati risalgono all'Ordoviciano e da queste specie pare si evolse per poi affermarsi il più grande ed eterogeneo gruppo degli Gnatostomi (Condroitti, Osteitti, Rettili, Anfibi, Uccelli e Mammiferi).
Vi erano inclusi i raggruppamenti Cyclostomata (parafiletico, comprendente gli ordini Myxiniformes e Petromyzontiformes) e gli ordini Arandaspida, Astraspida, Eterostraca, Anaspida, Galeaspida, Osteostraca, Telodonta (riuniti nel gruppo degli Ostracodermi, attualmente privo di valore tassonomico, e tutti estinti).

## Morfologia
Si tratta di Vertebrati acquatici ancestrali, branchiati, dal corpo fusiforme o serpentiforme ed endoscheletro cartilagineo.
A differenza dei vertebrati Gnatostomi non hanno mandibole, sono dotati di una narice impari mediana (monorrini), i filamenti branchiali di origine endodermica sono racchiusi in tasche branchiali interne alle arcate branchiali (Endobranchiati) anziché esterne ad esse come avviene negli Gnathostomata (ectobranchiati). Le pinne sono ridotte, così gli occhi e la relativa porzione cefalica.
Le classi riunite nel gruppo degli ostracodermi (dal gr. "ὄστρακον", guscio e "δέρμα", pelle) erano caratterizzate da un dermascheletro di piastre ossee e per questo incluse in un unico raggruppamento; anche alla luce di sinapomorfie antecedenti condivise fra i ciclostomi e gli ostracodermi questi gruppi non sono più considerati di valore tassonomico in quanto polifiletici.
Le specie viventi, un tempo inserite nella superclasse Cyclostomata (in riferimento alla forma circolare dell'apertura boccale), appartengono agli ordini Petromizontiformi e Missinoidi. Il primo ordine comprende le Lamprede: la Lampreda di fiume (Lampetra fluviatilis) e la Lampreda marina (Petromyzon marinus). Dei Missinoidi sono note le missine (Myxine sp.) e i grossi Bdellostoma.